# 95-й квартал (команда КВК)
| «95-й квартал»                |                                |
| KVARTAL 95 Vadim Chuprina.jpg |                                |
| Ліга                          | [[{{{Ліга}}} КВН\|{{{Ліга}}}]] |
| Країна                        | Україна                        |
| Місто                         | Кривий Ріг                     |
| ВНЗ                           | {{{ВНЗ}}}                      |
| Роки у КВН                    | 1997—2003                      |
| Роки активності поза КВН      | з 2003                         |
| Кольори                       | {{{Кольори}}}                  |
| Попередні назви               | {{{Попередні назви}}}          |
| Капітан                       | Володимир Зеленський           |
| Сезонів в Вищої ліги          | {{{Сезонів у Вищій лізі}}}     |
| КіВіНи                        | КіВіН у світлому (2000, 2001)  |
| Титули                        | {{{Титули}}}                   |
| Офіційний сайт                | {{{Офіційний сайт}}}           |

Шаблон:Рік появи
95-й квартал — команда КВК з міста Кривий Ріг. Існувала у 1997—2003 роках.

## Історія

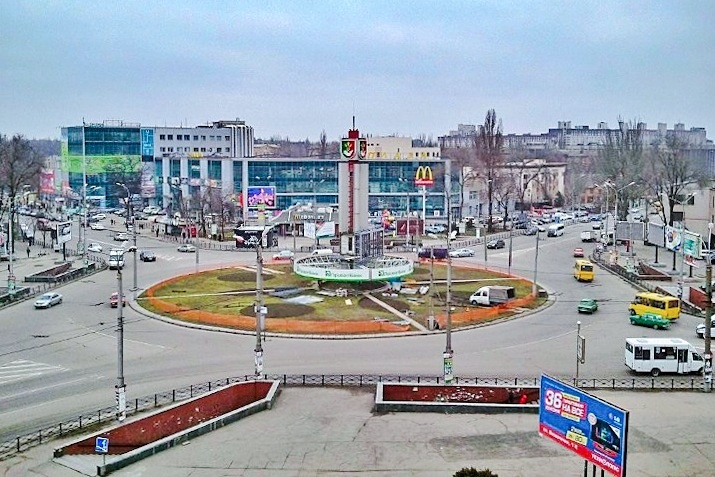
95 квартал — одна з центральних місцевостей Кривого Рогу

У 1997 році в місті Кривий Ріг з'явилася команда КВК «95-й квартал». Багато учасників, що склали її кістяк, починали ще в команді КВК «Запоріжжя - Кривий Ріг - Транзит».
Офіційний дебют «95-го кварталу» відбувся в 1998 році на фестивалі команд КВН в Сочі. Після успішного дебюту на них звернув увагу  Олександр Масляков, запропонувавши виступати в  Вищій лізі. На той момент команда була заявлена як «Команда КВН з Кривого Рогу», але для виступів у Вищій лізі було вирішено придумати для колективу більш впізнаване ім'я. Саме тоді вперше з'явилася назва «95-й квартал», в честь одного з районів в Кривому Розі.  Перший сезон у Вищій лізі склався для криворізької команди невдало — «95-й квартал» не зміг подолати перший же етап, зайнявши в чвертьфіналі останнє місце. Потім три сезони, з 1999 по 2001 рік, команда провела в  Українській лізі, яка на той момент вважалася другою за силою лігою Міжнародного союзу КВН. «95-й квартал» тричі добирався до фінальної гри і нарешті в 2001 році став переможцем Української ліги. Також, в 2000 і 2001 роках команда двічі була удостоєна другого призу — нагороди «КіВіН в світлому» — на музичному фестивалі «Голосящий КіВіН» в  Юрмалі.
Як переможець Української ліги «95-й квартал» наступної сезон розпочав у найсильнішій, Вищій лізі. В сезоні 2002 року, «95-й квартал» дійшов до півфіналу. На наступний рік команда зуміла дістатися тільки до другого етапу. Після цього «95-й квартал» вирішив покинути КВН і зайнятися самостійними проектами. Існує версія, що причиною відходу команди з КВН став конфлікт з керівництвом компанії АМіК.

## Учасники

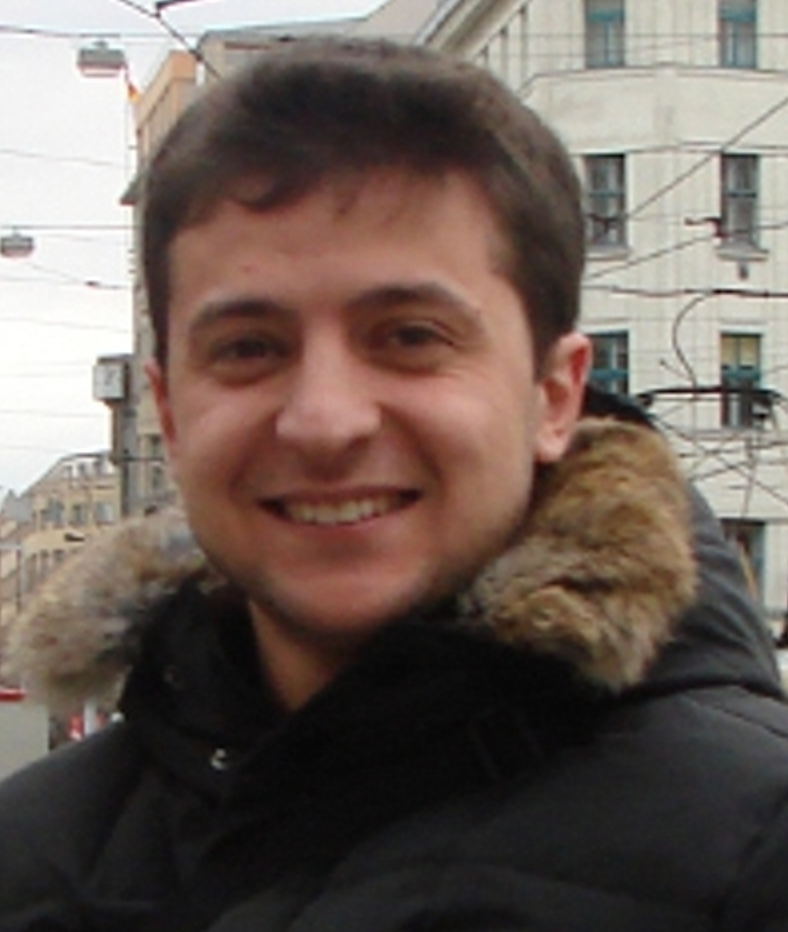
Володимир Зеленський

1. Володимир Олександрович Зеленський «Вован» — капітан команди;
2. Олена Володимирівна Кияшко (Зеленська) (нар. 6 лютого 1978) — автор;[2]
3. Олена Юріївна Маляшенко (Кравець) «Маля»;
4. Сергій Володимирович Кравець (нар. 1 травня 1979);
5. Олександр Вікторович Пікалов «Елвіс»;
6. Ірина Сергіївна Михайличенко (Пікалова) (нар. 11 серпня 1979);
7. Юрій Миколайович Крапов «Крапік»;
8. Денис Володимирович Манжосов (нар. 5 квітня 1978) «Моня»;
9. Денис Миколайович Лущишин (нар. 30 березня 1977);
10. Юрій Валерійович Корявченков «Юзик» (нар. 26 листопада 1974);
11. Сергій Юрійович Казанін «Степан»;
12. Валерій Вікторович Жидков;
13. Роман Германович Маров (нар. 12 вересня 1978);
14. Вадим Вадимович Переверзєв (нар. 3 лютого 1977);
15. Олександр Яловий (нар. 25 листопада 1979);
16. Талья Приходько (нар. 19 грудня 1984) — співачка[3][4][5][6].
17. Ірина Петрівна Михальченко (нар. 6 липня 1966) — костюмер команди[7]

## Після КВН
У 2003 році на базі творчого колективу команди КВН «95-й квартал» була створена «Студія Квартал-95», куди увійшли не тільки учасники цієї команди КВН, а й інших команд КВН. Також через 10 років була створена українська програма, альтернативна КВН, але зі схожими правилами. У 2015 році розпочалося розважальне телешоу "Ліга сміха", у якому в кілька турів змагаються команди під керівництвом відомого коміка.
У 2004 році команда взяла участь у проекті "Форт Буаяр", що транслював телеканал ТЕТ.